# サマンサ・パワー
サマンサ・パワー（Samantha Power、1970年9月21日 - ）は、アメリカ合衆国のジャーナリスト、作家。ハーバード大学ケネディスクール教授。2021年5月から2025年1月までアメリカ合衆国国際開発庁長官を務めた。過去にはアメリカ国家安全保障会議多国間問題・人権担当上級部長および大統領上級顧問やアメリカ合衆国国際連合大使を歴任している。

## 経歴

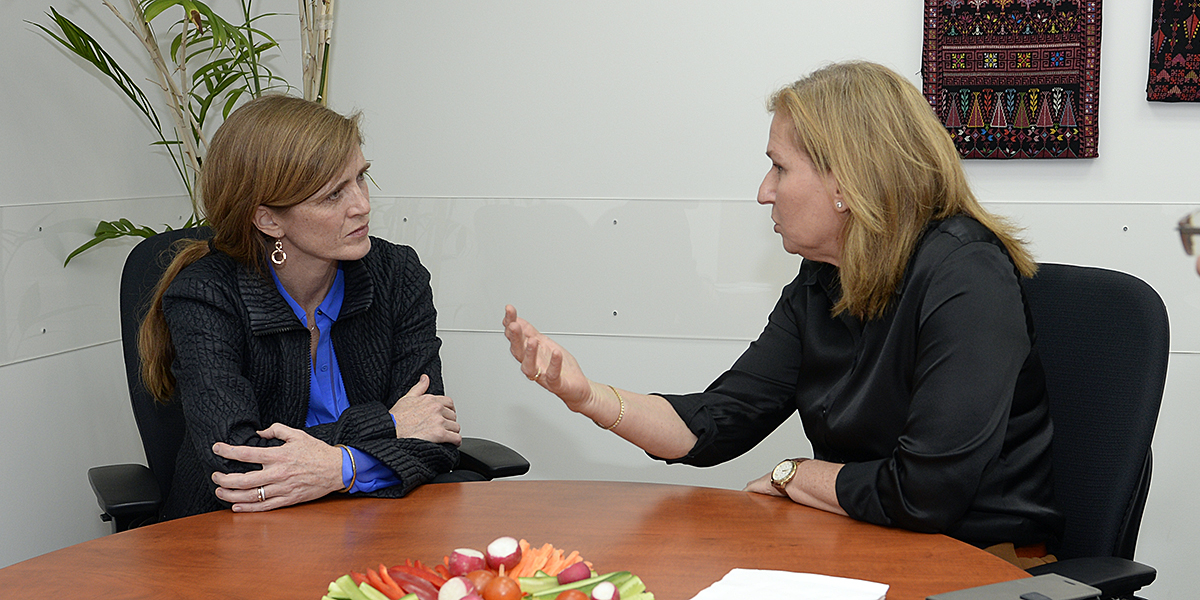
イスラエルのツィッピー・リヴニ元外相（右側）と。2016年2月16日撮影。

アイルランド人の両親のもと、ロンドンで生まれ、9歳までダブリンのキャッスルノック地区で育つ。1979年にアメリカ合衆国に移住。ジョージア州アトランタのレイクサイド高校卒業後、イェール大学に進学。1993年から1996年までジャーナリストとしてユーゴスラビア紛争を取材し、「USニューズ&ワールド・レポート」、「ボストン・グローブ」、「エコノミスト」、「ニューリパブリック」などに寄稿する。その後、ハーバード・ロー・スクールに進み、1999年に卒業する。2003年、最初の著作「集団人間破壊の時代」がピューリッツァー賞 一般ノンフィクション部門を受賞する。
2005年からバラク・オバマの事務所に外交政策顧問として参加し、2008年に大統領選挙チームにも名を連ねたが、ヒラリー・クリントンを「怪物」と呼んだことから選挙チームを離れた。オバマ当選後、政権移行チームに参加し、国家安全保障会議のメンバーとなった。
2013年、スーザン・ライスの後任として国連大使に就任。
2021年、アメリカ合衆国国際開発庁長官就任。

## 著書
- "A problem from hell": America and the age of genocide, Basic Books, 2002.
  - 「集団人間破壊の時代: 平和維持活動の現実と市民の役割」星野尚美訳、ミネルヴァ書房、2010年。
- Chasing the flame: Sergio Vieira de Mello and the fight to save the world, Penguin, 2008.

### 共編著
- Realizing human rights: moving from inspiration to impact, edited by Samantha Power and Graham Allison, Palgrave Macmillan, 2006.